# Geosmithia
Geosmithia Pitt.– rodzaj grzybów z rzędu Hypocreales.

## Charakterystyka
Monofiletyczny rodzaj grzybów, pierwotnie włączanych do rodzaju Penicillium. J.I. Pitt wyodrębnił je z Penicillium na podstawie morfologii fialid, braku charakterystycznych zwężonych szyjek, jakie mają gatunki Penicillium i odmiennego koloru masy zarodników konidialnych, które u Geosmithia nigdy nie są zielone. Geosmithia znane są wyłącznie w postaci anamorficznej.
Grzyby Geosmithia występują na całym świecie. Większość ich gatunków to grzyby związane ze zwierzętami, głównie z kornikami żerującymi na łyku (rodziny Curculionidae, Scolytinae) na drzewach liściastych i iglastych. W Europie gatunki Geosmithia znaleziono u ponad 20 gatunków korników. Większość tych gatunków to grzyby saprotroficzne nie szkodzące drewnu. Wiele izolatów Geosmithia zebrano i opisano również z innych podłoży, takich jak gleba, zboża, drewno, artykuły spożywcze, a niektóre z nich okazały się prawdziwymi endofitami roślin. Geosmithia morbida jest patogenem wywołującym chorobę rak czarnego orzecha w Ameryce Północnej, a ostatnio także w Europie. Dwa gatunki, Geosmithia eupagioceri i Geosmithia microcorthyli, zostały opisane wśród grzybów ambrozjowych chrząszczy w Kostaryce.

## Systematyka i nazewnictwo
Pozycja w klasyfikacji według Index Fungorum: Incertae sedis, Hypocreales, Hypocreomycetidae, Sordariomycetes, Pezizomycotina, Ascomycota, Fungi.
Takson utworzył w 1979 r. John Ingram Pitt. Uczcił nim brytyjskiego mykologia George Smitha. Typem nomenklatorycznym rodzaju jest Geosmithia lavendula (Raper & Fennell) Pitt.
W 2024 r. Index Fungorum wymienia 37 gatunków należących do rodzaju Geosmithia. W Polsce występuje Geosmithia namyslowskii (pod nazwą Penicillium namysłowskii).